# Deltote extranea
Deltote extranea is een vlinder van de familie van de uilen (Noctuidae). De wetenschappelijke naam van deze soort is voor het eerst voorgesteld als Eustrotia extranea door Emilio Berio in een publicatie uit 1937.
De soort komt voor in Somalië.